# Jesus, Friend of Sinners
«Jesus, Friend of Sinners» — песня американской группы христианского рока Casting Crowns, вышедшая 3 марта 2012 года в качестве второго сингла из пятого студийного альбома Come to the Well (2011). Трек написан Марком Холлом и Мэтью Уэстом и спродюсирован Марком А. Миллером. В музыкальном плане песня считается «поп-гимном», а в лирическом — «призывом к церкви проявить сострадание».
Песня «Jesus, Friend of Sinners» была положительно встречена критиками, многие из которых высоко оценили ее лирическое содержание. На песню был выпущен музыкальный клип. Песня заняла первое место в чарте Billboard Soft AC/Inspirational, второе место в чарте Billboard Christian AC Indicator, шестое место в чартах Billboard Hot Christian Songs и Hot Christian AC, и двадцатое место в чарте Christian CHR.

## История
Фронтмен Casting Crowns Марк Холл написал песню «Jesus, Friend of Sinners», чтобы выразить мысль о том, что мир знает тех, кто следует христианской вере, больше по тому, против чего они выступают, чем по тому, что они поддерживают; он заявил, что эта песня — «напоминание о том, что нам нужно что-то с этим делать».

## Отзывы
Песня «Jesus, Friend of Sinners» получила положительные отзывы критиков после выхода альбома Come to the Well, причем многие из них высоко оценили ее лирическое содержание. В своей рецензии на альбом Джеймс Кристофер Монгер из Allmusic выбрал песню в качестве «трека-выбора». Том Ленни из Cross Rhythms заявил, что песня «эффективно иллюстрирует истинное послание [Иисуса] Христа, которое он пришел передать» и назвал ее «настоящей музыкальной проповедью». Эд Кардинал из Crosswalk. com назвал трек «ранним ярким треком [из альбома Come to the Well]» и «вдумчивым поп-гимном». Кевин Дэвис из New Release Tuesday отметил, что «Jesus, Friend of Sinners» имеет «самое сложное послание на [Come to the Well]» и высоко оценил «смелое» лирическое содержание песни". Линдси Дэвис из GMC.com заявила, что эта песня, как и некоторые другие в альбоме, «обращена к церкви, делая то, что у [Casting Crowns] получается лучше всего — прямо заявляя о том, как мир воспринимает христианство, основываясь на том, как христиане живут своей жизнью».

## Чарты
| Чарт (2012)                      | Высшая позиция |
| -------------------------------- | -------------- |
| Billboard Christian CHR          | 20             |
| Billboard Christian AC Indicator | 2              |
| Billboard Hot Christian AC       | 6              |
| Billboard Hot Christian Songs    | 6              |
| Billboard Soft AC/Inspirational  | 1              |